# Copa Intercontinental 2001
La Copa Intercontinental 2001 fue la 40ma edición del torneo. Enfrentó al campeón de Europa ante el campeón de Sudamérica. Ésta fue la última vez que una final del mundo se jugó en Tokio después de 22 años consecutivos.

## Clubes clasificados
Se fueron decidiendo a lo largo de 2001 entre las dos competiciones continentales de mayor historia.
| UEFA (Europa)         |  | Bayern Múnich |  | Campeón de la Liga de Campeones de la UEFA (2000-01) |
| CONMEBOL (Sudamérica) |  | Boca Juniors  |  | Campeón de la Copa Libertadores de América (2001)    |

## Sede
| Japón               |          |
| Ciudad              | Estadio  |
| Tokio               | Nacional |
|                     |          |
| 57 363 espectadores |          |

## Desarrollo
El trámite del partido fue movido, con pocas situaciones claras de gol para ambos equipos. Sin embargo, Boca Juniors quedó condicionado terminalmente al cierre del primer tiempo de juego, cuando su delantero Marcelo Delgado recibió un pase filtrado de Juan Román Riquelme, quien lo dejó en el área y frente al arquero Oliver Kahn, liberándolo de la defensa del Bayern. El jugador argentino avanzó adelantando la pelota, y ante la salida del golero alemán, hubo un contacto arrojándose por el aire, en vez de rematar el balón al arco.
Finalmente, y ya transcurriendo el segundo tiempo suplementario previo a los penales, el defensor del Bayern Samuel Kuffour logró de cabeza el gol de la victoria, dando la victoria al equipo alemán. 

## La figura
El jugador ghanés Samuel Kuffour se convirtió en el protagonista al marcar el único gol del partido, lo que llevó a su equipo a la victoria.

## Final
| 1          | POR        | Oliver Kahn      |      |
| 2          | DEF        | Willy Sagnol     |      |
| 4          | DEF        | Samuel Kuffour   |      |
| 12         | DEF        | Robert Kovač     |      |
| 3          | DEF        | Bixente Lizarazu |      |
| 17         | MED        | Thorsten Fink    |      |
| 8          | MED        | Niko Kovač       | 76'  |
| 13         | MED        | Paulo Sérgio     |      |
| 23         | MED        | Owen Hargreaves  | 76'  |
| 9          | DEL        | Giovane Élber    |      |
| 14         | DEL        | Claudio Pizarro  | 118' |
| Entrenador | Entrenador | Ottmar Hitzfeld  |      |

| 1          | POR        | Óscar Córdoba              |     |
| 4          | DEF        | Jorge Daniel Martínez      | 17' |
| 6          | DEF        | Rolando Schiavi            |     |
| 2          | DEF        | Nicolás Burdisso           |     |
| 14         | DEF        | Clemente Rodríguez         |     |
| 26         | MED        | Javier Villarreal          | 99' |
| 5          | MED        | Mauricio Serna             |     |
| 13         | MED        | Cristian Traverso          |     |
| 10         | MED        | Juan Román Riquelme        |     |
| 7          | DEL        | Guillermo Barros Schelotto |     |
| 11         | DEL        | Marcelo Delgado            |     |
| Entrenador | Entrenador | Carlos Bianchi             |     |

| 19 | DEL | Carsten Jancker | 76'  |
| 10 | MED | Ciriaco Sforza  | 76'  |
| 6  | MED | Pablo Thiam     | 118' |

| 22 | DEF | José María Calvo | 17' |
| 29 | MED | Gustavo Pinto    | 99' |

| Anotado | 109' | Samuel Kuffour | 1-0 |

| Amonestado | 29'  | Samuel Kuffour  |
| Amonestado | 72'  | Owen Hargreaves |
| Amonestado | 106' | Élber Giovane   |

| Amonestado | 5'  | Mauricio Serna             |
| Amonestado | 70' | Clemente Rodríguez         |
| Amonestado | 83' | Guillermo Barros Schelotto |

| Otorgado · Otorgado otra vez · Expulsado | 45+1' | Marcelo Delgado |

| Árbitro             | Kim Milton Nielsen |
| Árbitros asistentes | Mikkael Nilsson    |
| Árbitros asistentes | Jorgen Japsen      |
| Cuarto árbitro      | Masayoshi Okada    |

| 1          | POR        | Oliver Kahn      |      |
| 2          | DEF        | Willy Sagnol     |      |
| 4          | DEF        | Samuel Kuffour   |      |
| 12         | DEF        | Robert Kovač     |      |
| 3          | DEF        | Bixente Lizarazu |      |
| 17         | MED        | Thorsten Fink    |      |
| 8          | MED        | Niko Kovač       | 76'  |
| 13         | MED        | Paulo Sérgio     |      |
| 23         | MED        | Owen Hargreaves  | 76'  |
| 9          | DEL        | Giovane Élber    |      |
| 14         | DEL        | Claudio Pizarro  | 118' |
| Entrenador | Entrenador | Ottmar Hitzfeld  |      |

| 1          | POR        | Óscar Córdoba              |     |
| 4          | DEF        | Jorge Daniel Martínez      | 17' |
| 6          | DEF        | Rolando Schiavi            |     |
| 2          | DEF        | Nicolás Burdisso           |     |
| 14         | DEF        | Clemente Rodríguez         |     |
| 26         | MED        | Javier Villarreal          | 99' |
| 5          | MED        | Mauricio Serna             |     |
| 13         | MED        | Cristian Traverso          |     |
| 10         | MED        | Juan Román Riquelme        |     |
| 7          | DEL        | Guillermo Barros Schelotto |     |
| 11         | DEL        | Marcelo Delgado            |     |
| Entrenador | Entrenador | Carlos Bianchi             |     |

| 19 | DEL | Carsten Jancker | 76'  |
| 10 | MED | Ciriaco Sforza  | 76'  |
| 6  | MED | Pablo Thiam     | 118' |

| 22 | DEF | José María Calvo | 17' |
| 29 | MED | Gustavo Pinto    | 99' |

| Anotado | 109' | Samuel Kuffour | 1-0 |

| Amonestado | 29'  | Samuel Kuffour  |
| Amonestado | 72'  | Owen Hargreaves |
| Amonestado | 106' | Élber Giovane   |

| Amonestado | 5'  | Mauricio Serna             |
| Amonestado | 70' | Clemente Rodríguez         |
| Amonestado | 83' | Guillermo Barros Schelotto |

| Otorgado · Otorgado otra vez · Expulsado | 45+1' | Marcelo Delgado |

| Árbitro             | Kim Milton Nielsen |
| Árbitros asistentes | Mikkael Nilsson    |
| Árbitros asistentes | Jorgen Japsen      |
| Cuarto árbitro      | Masayoshi Okada    |

|                       |
| Bandera de Alemania   |
| Campeón Bayern Múnich |
| 2.do título           |

## Hitos estadísticos
- Fue el segundo título intercontinental para el club alemán que ya había ganado la anterior en la edición 1976, cuando los partidos se definían en ida y vuelta. Considerando que se había negado a jugar con el club argentino Independiente en el año anterior, habiendo rechazado también la anterior a esa.
- También fue el único equipo de ese país en conseguir dos títulos intercontinentales.